# Municipio de Blue Hill (Minnesota)
El municipio de Blue Hill (en inglés: Blue Hill Township) es un municipio ubicado en el condado de Sherburne en el estado estadounidense de Minnesota. En el año 2010 tenía una población de 2176 habitantes y una densidad poblacional de 23,07 personas por km².

## Geografía
El municipio de Blue Hill se encuentra ubicado en las coordenadas 45°31′9″N 93°42′2″O / 45.51917, -93.70056. Según la Oficina del Censo de los Estados Unidos, el municipio tiene una superficie total de 94.34 km², de la cual 91.11 km² corresponden a tierra firme y (3.42 %) 3.23 km² es agua.

## Demografía
Según el censo de 2010, había 2176 personas residiendo en el municipio de Blue Hill. La densidad de población era de 23,07 hab./km². De los 2176 habitantes, el municipio de Blue Hill estaba compuesto por el 97.52 % blancos, el 0.28  % eran afroamericanos, el 0.28 % eran amerindios, el 0.64 % eran asiáticos, el 0 % eran isleños del Pacífico, el 0.14 % eran de otras razas y el 1.15 % pertenecían a dos o más razas. Del total de la población el 1.42 % eran hispanos o latinos de cualquier raza.